# Havelock Ellis

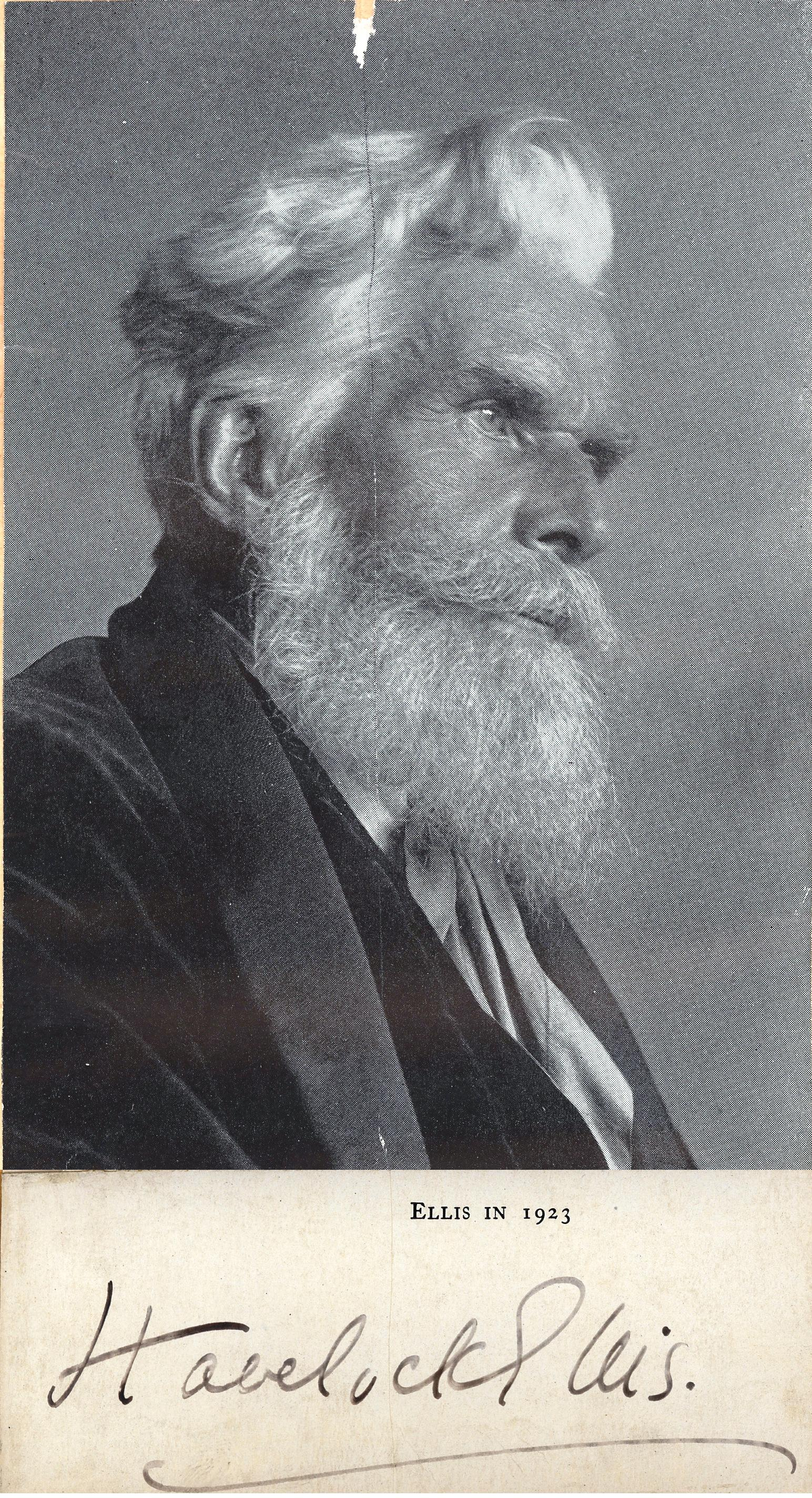
Havelock Ellis.

Havelock Ellis (ur. 2 lutego 1859, zm. 8 lipca 1939) – brytyjski lekarz i reformator społeczny. Jeden z twórców nowoczesnej seksuologii, autor pojęcia narcyzmu. Do badań w zakresie seksuologii skłoniły go własne problemy seksualne (wytrysk przedwczesny).
Ellis urodził się w rodzinie żeglarskiej (jego ojciec był kapitanem okrętu, a matka córką kapitana). W dzieciństwie podróżował wraz z ojcem, odwiedzając m.in. Sydney, Callao i Antwerpię. W roku 1891 ożenił się z pisarką i działaczką feministyczną Edith Lees, która była jawną lesbijką. Ich małżeństwo było związkiem otwartym; mieszkali osobno, a Ellis utrzymywał romanse ze znanymi kobietami.
Studiował medycynę w londyńskim King's College. Po studiach nie prowadził regularnej praktyki medycznej, poświęcając się pisaniu książek. Jego oparte na licznych studiach przypadków pionierskie Studies in the Psychology of Sex (Studium psychologii seksualnej, 8 tomów, ukazało się w 1896 r.) wywarły wpływ m.in. na Zygmunta Freuda, który zaczerpnął z nich pojęcia autoerotyzmu i narcyzmu. Napisana wspólnie z Johnem Symondsem Sexual Inversion (Inwersja seksualna, 1897) była pierwszą w języku angielskim medyczną książką o homoseksualności.
Krytykował wiktoriańską moralność, opowiadając się za prawem kobiet do przyjemności seksualnej i kontroli płodności oraz prawami homoseksualistów. Wbrew obowiązującym wówczas poglądom głosił, że masturbacja nie jest szkodliwa dla zdrowia.